# Тед Кинг
Тед Кинг (енгл. Ted King; Холивуд, Калифорнија, 1. октобар 1965) је амерички глумац. Најпознатији је фановима сапуница као Дени Робертс из серије Loving из 1995. године и The City све док се није укинула марта 1997. године. Имао је краткотрајну серију "Timecop" на ABC каналу на јесен 1997, где је имао главну улогу. Такође је глумио и у серији Чари као инспектор Енди Трудо од 1998. до 1999. 2002. године, Кинг се вратио сапуницама као Луис Алказар у Генералној болници на неколико месеци све док Луиса није убила Алекис Дејвис (Ненси Ли Гран). Од 2003. године, вратио се у Генералну болницу као Луисов брат близанац, Лоренцо Алказар.